# Melampita grossa
La melampita grossa (Megalampitta gigantea) és un ocell de la família dels melampítids (Melampittidae).

## Hàbitat i distribució
Habita el terra dels boscos de Nova Guinea.